# Hoodoo Gurus
Hoodoo Gurus är ett australiskt rockband, bildat 1981 i Sydney. De var som mest populära under andra halvan av 1980-talet, då de gav ut albumen Mars Needs Guitars!, Blow Your Cool! och Magnum Cum Louder. Bandet upplöstes 1998 men återförenades 2004.
Hoodoo Gurus är ett australiskt rockband, bildat 1981 i Sydney av Dave Faulkner (låtskrivare, sångare och gitarrist) och senare i sällskap med Richard Grossman (bas), Mark Kingsmill (trummor) och Brad Shepherd (gitarr, sång, munspel). Deras popularitet var som högst i mitten till slutet av 1980-talet med albumen Mars Needs Guitars !, Blow Your Cool! och Magnum Cum Louder. De var som mest populära under andra halvan av 1980-talet, då de gav ut albumen Mars Needs Guitars!, Blow Your Cool! och Magnum Cum Louder. Bandet upplöstes 1998 men återförenades 2004.
Hoodoo Gurus hade en rad poprock-singlar inklusive "Leilani" (1982), "Tojo" (1983), "My Girl" (1983), "I Want You Back" (1984), "Bittersweet", "Like Wow - Wipeout "och" What's My Scene? ". Efter att ha turnerat USA från 1984 och framåt blev de populära i den amerikanska collegerockkretsen med singlarna "Come Anytime" (1989) nådde plats 1 med "Miss Freelove '69" (1991)  nådde plats 3 på Billboard Modern Rock Tracks-listan. Hoodoo Gurus viktigaste australiensiska singel var deras topp-3-låt "What's My Scene?" 1987,
Hoodoo Gurus infördes i Australiens ARIA Australia Hall of Fame 2007.  Från 1960-talet stod pop och garagerock till hårdrock och funky psykedelisk kitsch. Gruppens musik stod ut från Sydneys Detroit-inspirerade band.

## Stoneage Romeos (1983–1984)

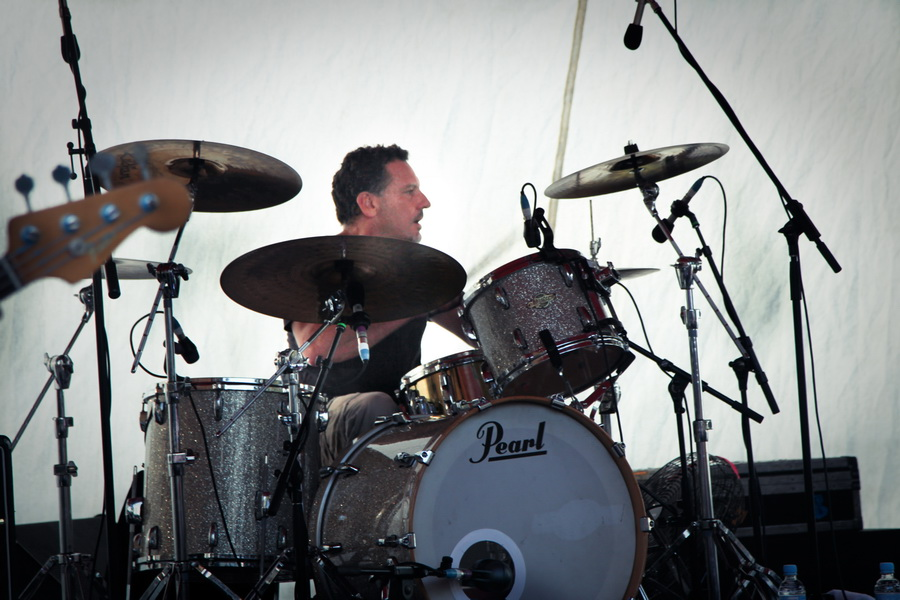
Trummisen Mark Kingsmill med Hoodoo Gurus

Gurus nya besättning (Baker, Bramley, Faulkner och Shepherd) spelade in bandets första album 1984, Stoneage Romeos. Titeln kom från 1955 Three Stooges kort Stoneage Romeos. Albumet var tillägnad karaktärer från Get Smart, F-Troop och Petticoat Junction. De tilldelades priset "Bästa debutalbumet" 1984 vid Countdown Music Awards i juli 1985. När Stoneage Romeos släpptes i Amerika stannade den på nummer 1 i Alternative/College-listorna i sju veckor och blev ett av de mest spelade albumen för året på college-nätverket.
Deras popularitet blev större genom att deras musik spelades regelbundet på radiostationen Triple J och den rikstäckande pop-tv-showen Downcount från mitten av 1983. Deras genombrottssingel "My Girl" åtföljdes av ett videoklipp med en hundtränare med sin en gång mästarvinthund. Medlemmar av Spiderbait beskrev att de såg videon för första gången som "en vacker, klassisk popsång". Vissa tittare insisterade på att låten var "skriven om en hund". Detta följdes noga av "I Want You Back", som innehöll animerade dinosaurier av plastmodell. Båda videorna sändes ofta och lyfter gruppens profil runt om i landet.
Den ursprungliga trummisen James Baker avskedades från bandet i augusti 1984 och ersattes av Mark Kingsmill (The Hitmen, New Christs, Screaming Tribesmen, Hellcats och Super K). Baserat på framgången med Stoneage Romeos startade Hoodoo Gurus med sin nya trummis på sin första USA-turné i slutet av 1984.

## Från Mars till Kinky (1985–1993)
Efter USA-turnén gick Hoodoo Gurus in i studion och spelade in sitt andra album, Mars Needs Guitars! (1985). Titeln var en twist på en Science fiction B-film med titeln Mars Needs Women. Albumets första singel, "Bittersweet", hade en mer dämpad video.Hoodoo-guruerna spelade Europa och USA, inklusive försäljningsshow på Londons Hammersmith Palais och en två månaders turné som specialgäster med The Bangles.
Avskedandet av Baker gjorde några fans och kritiker upprörda. Trots efterföljande spekulationer av fansen om singeln "Poison Pen" sade låtskrivaren Faulkner att det inte handlade om bandfrågor utan snarare om ett förhållande som hade blivit bittert. Baker hade varit inblandad i The Beasts of Bourbon som ett sidoprojekt från 1983 och koncentrerade sig nu på deras album The Axeman's Jazz från 1984. Därefter grundade han James Baker Experience och The Dubrovniks (de två senare inkluderade Radalj), Novakill och så småningom The Painkillers.
Guruernas var som mest populära i mitten till slutet av 1980-talet med albumen Mars Needs Guitars !, Blow Your Cool! och Magnum Cum Louder. Bandets "Blow Your Cool" konsertturné 1987 tog dem till 19 länder och de spelade på 204 arenor. En konsert från Ritz Hotel i New York sändes av MTV America. Turnén "Magnum Cum Louder" 1990, med spelningar i Europa, Amerika och Australasien omfattade också  Japan för första gången. Baserat på deras stora turné i Amerika fick bandet många fans i USA med regelbunden exponering på amerikansk collegeradio (och senare MTV:s 120 Minutes) och de fick till slut också många fans i Brasilien. Det tredje albumet var Blow Your Cool! Medlemmar i deras internationella kamratgrupp The Bangles och Dream Syndicate bidrog med sång till vissa låtar. Sedan bestämde sig Hoodoo Gurus för att välja bort sitt skivkontrakt och hålla gruppen samlad i mer än ett år. 1988 ersatte Richard Grossman (f.d. Matt Finish, Divinyls) Clyde Bramley på bas.
Efter två album under deras nya kontrakt, Magnum Cum Louder och 1991:s Kinky, som nådde nr. 101 och 172 på American Billboard 200-albumlistorna släppte bandet sedan under 1992 två samlingsalbum på en gång, Electric Soup, som innehöll bandets hits och Gorilla Biscuit, som bestod av B-sidor och rariteter.
Kinky tillhandahöll singeln "Miss Freelove '69" som nådde nr. 19 på ARIA Singles Chart, och nr. 3 på Billboard Alternative Songs-listan 1991. En annan singel samma år, "1000 Miles Away", nådde plats 37 i Australien. [35] Det antogs av besättningen på fregatten HMAS Canberramtv, tillhörig Australiens flotta, som sin inofficiella hymn 1993 och spelade den när fartyget lämnade hamnen. Hoodoo Gurus genomförde en konsert, inklusive "1000 Miles Away", ombord på HMAS Canberra under sin sista resa före avvecklingen 2005.

## Medlemmar
- Dave Faulkner - sång, gitarr, keyboard (1981-1998, 2003- )
- Brad Shepherd - gitarr, sång, munspel (1982-1998, 2003- )
- Mark Kingsmill - trummor (1984-1998, 2003- )
- Richard Grossman - bas (1988-1998, 2003- )

### Tidigare medlemmar
- Kimble Rendall - gitarr (1981-1982)
- Roddy Radalj - gitarr (1981-1982)
- James Baker - trummor (1981-1984)
- Clyde Bramley - bas (1982-1988)

## Diskografi

### Studioalbum
- 1984 – Stoneage Romeos
- 1985 – Mars Needs Guitars!
- 1987 – Blow Your Cool!
- 1989 – Magnum Cum Louder
- 1991 – Kinky
- 1994 – Crank
- 1996 – Blue Cave
- 1997 – Hoodoo Voodoo (EP)
- 2004 – Mach Schau

### Samlingsalbum
- 1992 – Electric Soup
- 1992 – Gorilla Biscuit
- 1998 – Electric Chair
- 1998 – Armchair Gurus
- 1998 – Bite the Bullet
- 2000 – Ampology